# Daniele Cristine Marcelo de Oliveira
Daniele Cristine Marcelo de Oliveira (ur. 4 listopada 1986 w São Paulo) – brazylijska siatkarka, grająca jako środkowa. Obecnie występuje w drużynie Grêmio de Vôlei Osasco.

## Kariera
| Klub                       | Kraj     | Od        | Do        |
| Ecus Suzano                | Brazylia | 2002–2003 | 2005–2006 |
| Esporte Clube Pinheiros    | Brazylia | 2006–2007 | 2008–2009 |
| Rio de Janeiro Volei Clube | Brazylia | 2009–2010 | 2010–2011 |
| Minas Tênis Clube          | Brazylia | 2011–2012 | 2011–2012 |
| Grêmio de Vôlei Osasco     | Brazylia | 2012–2013 | …         |

### Sukcesy
- Klubowe Mistrzostwa Świata
  -  2012